# Krupnik (zupa)

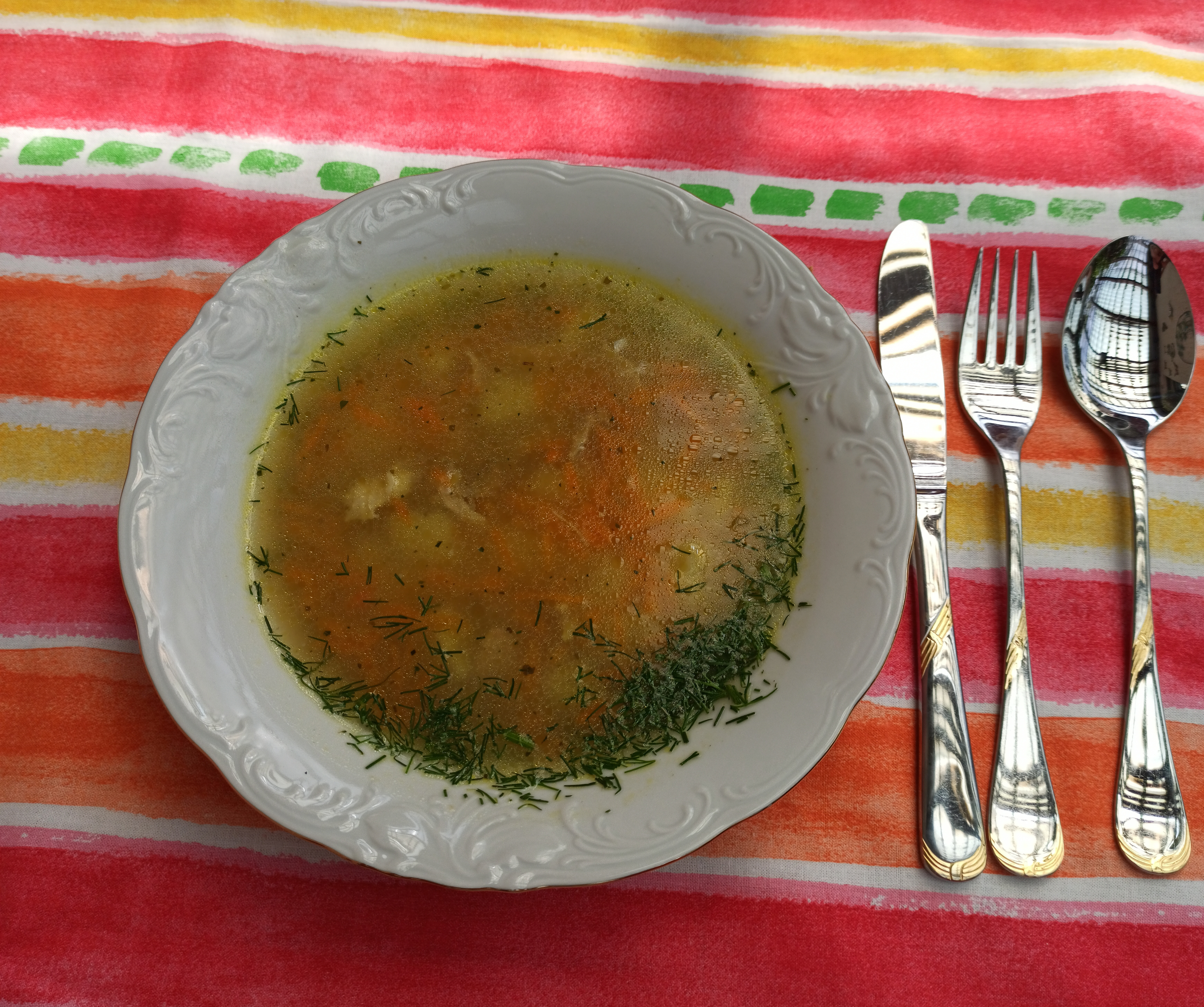
Krupnik

Krupnik – zupa na wywarze jarzynowym lub mięsnym zasypana kaszą najczęściej jęczmienną (reg. „krupy”), z ziemniakami lub ryżem. Zwykle dodaje się do niej grzyby suszone. Można ją jeść także z kawałkami mięsa wieprzowego.